# Gerimpelde meeldraadgalwesp
De gerimpelde meeldraadgalwesp (Andricus quadrilineatus) is een vliesvleugelig insect uit de familie van de echte galwespen (Cynipidae). De wetenschappelijke naam van de soort is voor het eerst geldig gepubliceerd in 1840 door Hartig.